# Theppatat Wantanaboon
Theppatat Wantanaboon (thailändisch เทพทัต วรรธนบูรณ์; * 26. September 2003) ist ein thailändischer Fußballspieler.

## Karriere
Theppatat Wantanaboon erlernte das Fußballspielen in der Jugend vom Chonburi FC. Von Dezember 2020 bis Saisonende 2021/22 stand er beim Drittligisten Grakcu Sai Mai United FC unter Vertrag. Mit dem Verein aus Sai Mai, einem Bezirk der Hauptstadt Bangkok, spielte er in der Bangkok Metropolitan Region. Am Ende der Saison musste er mit dem Klub in die Amateur-Liga absteigen. Nach dem Abstieg verließ er den Verein und schloss sich im August 2022 dem Zweitligisten Chainat Hornbill FC an. Sein Zweitligadebüt für den Verein aus Chainat gab Theppatat Wantanaboon am 10. Dezember 2022 (17. Spieltag) im Auswärtsspiel gegen den Rayong FC. Bei der 1:0-Niederlage wurde er in der 74. Minute für Sarayut Yoosuebchuea eingewechselt. Nach insgesamt zwölf Ligaspielen wechselte er im Dezember 2024 in die dritte Liga. Hier schloss er sich dem in der Central Region spielenden Dome FC an.